# 106545 Colanduno
Colanduno (asteróide 106545) é um asteróide da cintura principal, a 2,7618682 UA. Possui uma excentricidade de 0,0908097 e um período orbital de 1 933,83 dias (5,3 anos).
Colanduno tem uma velocidade orbital média de 17,08907952 km/s e uma inclinação de 0,60569º.
Este asteróide foi descoberto em 28 de Novembro de 2000 por Jeffrey Medkeff.